# Roncus caprai
Espèce
Roncus caprai est une espèce de pseudoscorpions de la famille des Neobisiidae.

## Distribution
Cette espèce est endémique de Ligurie en Italie,. Elle se rencontre dans la province de La Spezia de Deiva Marina à l'île de Palmaria.

## Publication originale
- Gardini, 1993 : Roncus caprai n. sp. della Liguria orientale e note su R. gestroi Beier, 1930 (Pseudoscorpionida Neobisiidae). Memorie della Societa Entomologica Italiana, vol. 71, no 2, p. 409-425.